# Paula Baracho
Paula Baracho Rosas Ribeiro (Recife, 31 de julho de 1981) é uma nadadora brasileira. 
Formada em educação física pela Faculdade Maurício de Nassau, hoje trabalha com escolinha de natação e é personal trainer.

## Trajetória esportiva
Aos oito anos sofria de uma forte alergia, e o médico da família aconselhou sua mãe a levar a filha a uma piscina para "destrancar o nariz". Saiu da escolinha de natação várias vezes e chegou a treinar vôlei. Graças a uma atitude da mãe, que cobrou uma decisão sua, Paula optou por continuar nadando. Logo, pegou gosto pelo esporte e passou a se dedicar. Em 2003, a nadadora deixou Recife e mudou-se para São Paulo, onde passou a defender o Esporte Clube Pinheiros.
Participou pela primeira vez de um Pan-Americano aos 18 anos, nos Jogos Pan-americanos de 1999, realizados em Winnipeg. Nesta competição, ganhou a medalha de bronze nos 4x200 metros livre como reserva da equipe.
Esteve no Campeonato Mundial de Natação em Piscina Curta de 2000, onde ficou em 9º lugar nos 4x200m livres.
No Campeonato Mundial de Natação em Piscina Curta de 2002, repetiu o 9º lugar nos 4x200m livres de 2000.
Participando do Campeonato Mundial de Esportes Aquáticos de 2003, ficou em 12º lugar nos 4x200m livres.
Nos Jogos Pan-americanos de 2003, realizados em Santo Domingo, ganhou a medalha de prata nos 4x200 metros livres. Também terminou em 7º lugar nos 100 metros costas. 
Nos Jogos Olímpicos de Verão de 2004, realizados em Atenas, foi à final dos 4x200m livres, terminando em 7º lugar.Nesta final, bateu o recorde sul-americano, com a marca de 8m05s29, junto com Joanna Maranhão, Mariana Brochado e Monique Ferreira.
Esteve no Campeonato Mundial de Natação em Piscina Curta de 2004, onde ficou em 11º lugar nos 200 metros livres e foi à final dos 4x200m livres, terminando na 6º colocação.
No Campeonato Mundial de Esportes Aquáticos de 2005, ficou em 13º nos 4x200m livres
Participou do Campeonato Mundial de Natação em Piscina Curta de 2006, onde ficou em 34º nos 200 metros livres e 9º nos 4x200m livres.
Em 2006, passou por um período difícil da carreira. A atleta sofreu com diversas crises de amidalite, o que a fez perder muito ritmo de treino. Sem expectativas de uma rápida recuperação, Paula voltou para casa em setembro de 2006. Em 2007, cursava o terceiro semestre de Educação Física na Universidade Maurício de Nassau.
Nos Jogos Pan-americanos de 2007, no Rio de Janeiro, ganhou a medalha de bronze nos 4x200 metros livres. Também ficou em 8º lugar nos 200 metros costas
Em 2008 começou a se afastar das piscinas. Em 2010 se tornou treinadora de natação.
É torcedora do Clube Náutico Capibaribe, embora nunca tenha defendido esse clube na natação, competindo, em Pernambuco, pelo Clube Português do Recife e o Nikita/Sesi.

### Recordes
Paula Baracho é a atual detentora, ou ex-detentora, dos seguintes recordes:
Piscina olímpica (50 metros)
- Ex-recordista sul-americana do revezamento 4x200 metros livres: 8m05s29, obtidos em 18 de agosto de 2004, com Joanna Maranhão, Mariana Brochado e Monique Ferreira.[11]